# GR-66
El GR-66, también conocido como Sendero Castellano-Manchego, es un Gran Recorrido en proyecto de más de 600 km que cruza Castilla-La Mancha de norte a sur por su parte oriental, a través de Guadalajara, Cuenca y Albacete para unir con Aragón, por el norte, y Andalucía y Murcia, por el sur. En la actualidad solamente se encuentran señalizados unos 140 km en la provincia de Cuenca, entre Peralejos de las Truchas y Cuenca. 

## Tramos en Guadalajara (Sendero de los Ríos Molineses)
Algar de Mesa, localidad limítrofe con el municipio zaragozano de Calmarza, donde conectará con la futura GR-24 aragonesa - Valle del Río Mesa - Molina de Aragón - Villar de Cobeta (Zaorejas) - Puente de San Pedro (enlaza con el GR-10).

## Tramos en Cuenca (Ruta de Hoces y Torcas)
Puente de Martinete sobre el Río Tajo, en Peralejos de las Truchas (Guadalajara) - Cueva del Hierro - Masegosa - Santa María del Val - Vega del Codorno - Tragacete - Las Majadas - Uña - Valdecabras - Buenache de la Sierra - Cuenca - Torcal de Los Palancares - Cañada del Hoyo - Villar del Humo - Manchuela.

## Tramos en Albacete
Casas-Ibáñez - Fuentealbilla - Mahora - Albacete - Alcaraz - Sierra de Alcaraz - Sierra de Segura - Nerpio (uniéndose a la GR-7, que por el lado murciano llega a la Ermita de la Rogativa, y hacia el sur, por Santiago de la Espada (Jaén) y Puebla de Don Fadrique (Granada), enlaza con el lado andaluz).